# Litostolus brevitarsis
Litostolus brevitarsis är en stekelart som beskrevs av Van Achterberg 1985. Litostolus brevitarsis ingår i släktet Litostolus och familjen bracksteklar. Inga underarter finns listade i Catalogue of Life.